# Hecatera ornata
Hecatera ornata är en fjärilsart som beskrevs av Charles Joseph de Villers. Hecatera ornata ingår i släktet Hecatera och familjen nattflyn. Inga underarter finns listade i Catalogue of Life.